# Phimenes fulvipenne
Phimenes fulvipenne är en stekelart som först beskrevs av Smith 1857.  Phimenes fulvipenne ingår i släktet Phimenes och familjen Eumenidae.

## Underarter
Arten delas in i följande underarter:
- P. f. niasanum
- P. f. saleyerense